# Sinaphodius yunnanus
Sinaphodius yunnanus är en skalbaggsart som beskrevs av Cervenka 1994. Sinaphodius yunnanus ingår i släktet Sinaphodius och familjen Aphodiidae. Inga underarter finns listade i Catalogue of Life.